# سير العمل

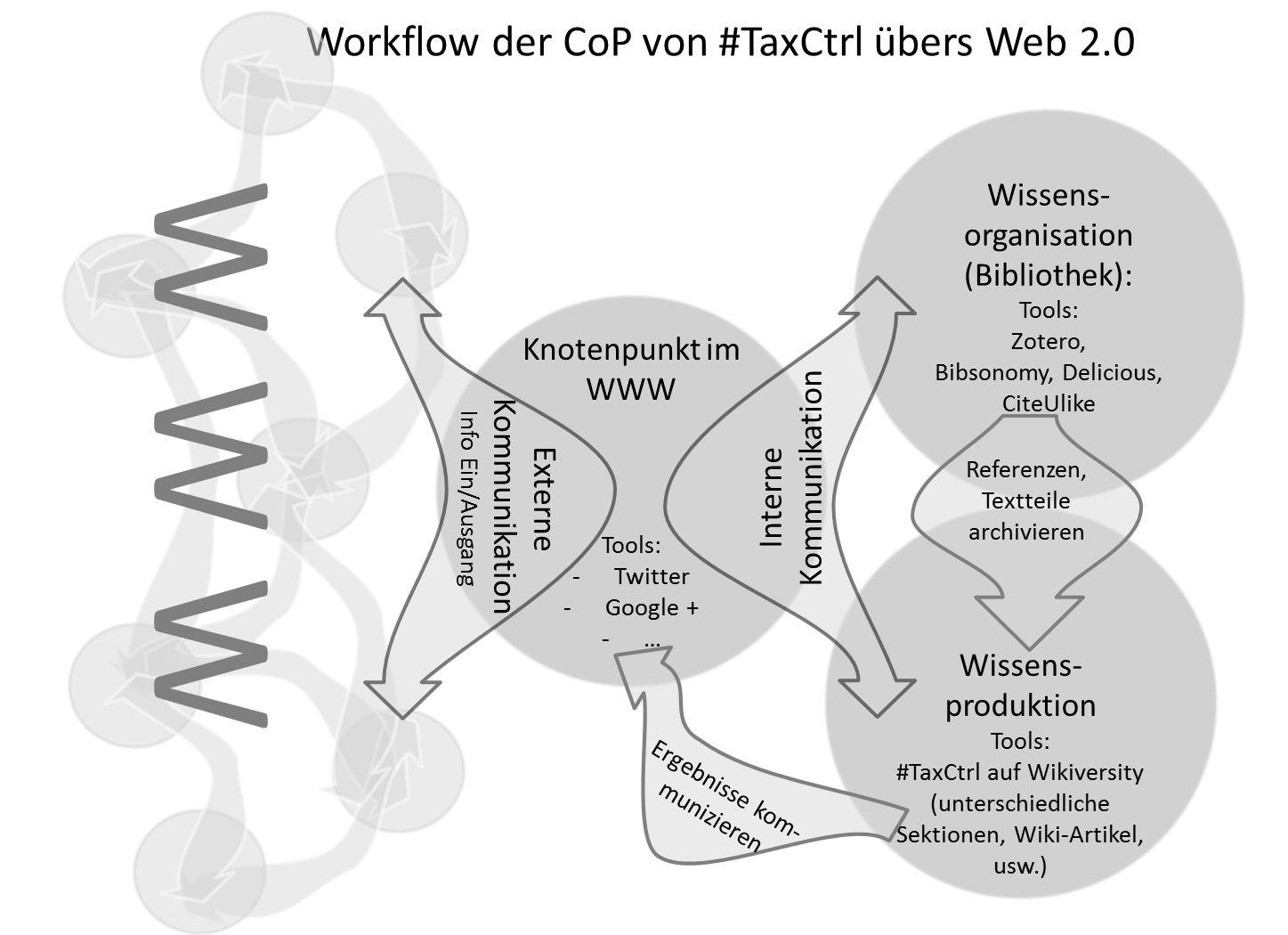

سير العمل يتكون من سلسلة من الخطوات المتصلة. وهو تمثيل سلسلة من العمليات الخاصة بعمل شخص ما، أو مجموعة من الأشخاص، منظمة من الموظفين، أو واحدة أو أكثر من آليات العمل بسيطة كانت أو معقدة. يمكن أن ينظر إلى سير العمل على أنه أي تجريد أو نموذج من العمل الحقيقي. يمكن الاستناج من هذا العمل على أنه من الأعمال التي تساعد على إليه تطوير عمل العمال في الشركة للوصول للرقي التام والدرجة المطلوبة في العمل.

## اقرأ أيضا
- حارة سباحة